# Manfred Kochen
Manfred Kochen (* 4. Juli 1928 in Wien; † 7. Januar 1989) war ein US-amerikanischer Mathematiker, Informationswissenschaftler und Informatiker österreichischer Herkunft.

## Leben
Kochen wuchs in einer jüdischen Familie auf, die Österreich in der Zeit des Nationalsozialismus verlassen musste und über Lissabon in die Vereinigten Staaten floh. Er studierte am Massachusetts Institute of Technology und an der Columbia University, wo er 1955 mit einer Arbeit auf dem Gebiet der angewandten Mathematik Organized Systems with Discrete Information Transfer promoviert wurde (Ph.D.). Ab 1953 arbeitete er im Rahmen des von John von Neumann am Institute for Advanced Study in Princeton geleiteten Electronic Computer Project mit. Von 1955 bis 1956 war er Postdoc an der Harvard University. Dort arbeitete er zu mathematischen Modellen in den Verhaltenswissenschaften. 1956 wechselte er als Forscher (research scientist) an das Thomas J. Watson Research Center von IBM in Yorktown Heights, New York. Dort wurde er 1960 Verantwortlicher für ein Projekt in der Informationswissenschaft. 1965 ging er an die University of Michigan in Ann Arbor, wo er 1972 Full Professor für Informationswissenschaft wurde. Daneben war er an der Graduate School of Business und am Mental Health Research Institute dieser Universität tätig. Er war Berater verschiedener nationaler und internationaler Forschungsinstitutionen.
Sein wissenschaftliches Interesse galt der Untersuchung von Lernprozessen von Individuen und Gemeinschaften und speziell der mathematischen Modellierung dieser Prozesse. Kochen publizierte auf einem breiten Forschungsspektrum, darunter zum Information Retrieval, zur Netzwerktheorie, zur Zukunft der Informationstechnologie, zur Theorie der Dezentralisierung in Politik und Verwaltung (mit Karl W. Deutsch) sowie von Entscheidungsprozessen, zur Modellierung des Wissenschaftswachstums und zur Bibliometrie und Szientometrie. Bereits in den 1950er Jahren beschäftigte er sich mit dem Kleine-Welt-Phänomen, die Ergebnisse fasste er in einem unveröffentlichten Manuskript zusammen. Erst zwei Jahrzehnte später wurden diese Resultate dann einer breiten wissenschaftlichen Öffentlichkeit bekannt gemacht.
1980 wurde Kochen Fellow der American Association for the Advancement of Science.

## Schriften (Auswahl)
- Manfred Kochen, Eugene H. Galanter: The acquisition and utilization of information in problem solving and thinking. In: Information and Control. Band 1, 1958, S. 267–288.
- Manfred Kochen: Extension of Moore-Shannon model for relay circuits. In: IBM Journal of Research and Development. Band 3, Nr. 2, 1959, S. 169–186, doi:10.1147/rd.32.0169.
- Manfred Kochen, Karl W. Deutsch: Toward a rational theory of decentralization: Some implications of a mathematical approach. In: American Political Science Review. Band 63, Nr. 3, 1969, S. 734–749, doi:10.1017/S0003055400258553.
- Manfred Kochen: Stability in the growth of knowledge. In: American Documentation. Band 20, Nr. 3, 1969, S. 186–197, doi:10.1002/asi.4630200303.
- Manfred Kochen: Representations and algorithms for cognitive learning. In: Artificial Intelligence. Band 5, 1974, S. 199–216.
- Manfred Kochen: Principles of information retrieval. John Wiley, New York 1974, ISBN 0-471-49697-9, S. xix + 203.
- Manfred Kochen: Applications of fuzzy sets in psychology. In: Fuzzy Sets and their Applications to Cognitive and Decision Processes. Proceedings of the US–Japan Seminar on Fuzzy Sets and their Applications, University of California, Berkeley, July 1–4, 1974. Academic Press, 1975, S. 395–408.
- Manfred Kochen: How well do we acknowledge intellectual debts? In: Journal of Documentation. Band 43, 1987, S. 54–64.
- Manfred Kochen (Hrsg.): The Small World. Commemorating Ithiel de Sola Pool, Stanley Milgram, Theodore Newcomb. Ablex Publ. Corp., Norwood NJ 1989, S. 382.